# Șugag
Șugag (en hongrois : Sugág, en allemand : Schugag) est une commune du județ d'Alba, Roumanie qui compte 2 726 habitants.
La commune est composée de sept villages : Arți, Bârsana, Dobra, Jidoștina, Mărtinie, Șugag et Tău Bistra.

## Démographie
D'après le recensement de 2011, la commune compte 2 776 habitants, en forte baisse par rapport au recensement de 2002 où elle en comptait 3 239.
Lors de ce recensement de 2011, 96,4 % de la population se déclare roumaine (3,26 % ne déclare pas d'appartenance ethnique).

## Politique
| Période                                  | Période  | Identité         | Étiquette | Qualité |
| ---------------------------------------- | -------- | ---------------- | --------- | ------- |
| Les données manquantes sont à compléter. |          |                  |           |         |
| 2000                                     | En cours | Constantin Jinar | PNL       |         |

| Parti | Parti                           | Sièges |
| ----- | ------------------------------- | ------ |
|       | Parti national libéral (PNL)    | 7      |
|       | Parti social-démocrate (PSD)    | 3      |
|       | Parti Mouvement populaire (PMP) | 1      |